# Tereza Diepoldová
Tereza Diepoldová (* 17. července 1988 Pardubice) je česká paralympionička, volnočasová pedagožka a politička.

## Biografie
Narodila se v Pardubicích, kde také absolvovala ZŠ Bratranců Veverkových a sportovní Gymnázium Pardubice.
Po gymnáziu pokračovala ve studiu na vysoké škole v Olomouci na Fakultě tělesné kultury Univerzity Palackého. Po studiu získala titul bakalář v oboru Aplikovaná tělesná výchova. Od září 2014 nastoupí na studium téhož oboru na Fakultu tělesné výchovy a sport Univerzity Karlovy.
Od roku 2011 pracuje jako pedagog volnočasových aktivit v ústavu pro mentálně postižené v Praze-Krči. Zde se věnuje klientům s mentálním postižením a její práce je směřována k jejich pohybovým aktivitám a následnému psychosomatickému rozvoji.

## Sportovní kariéra
Od dětství se věnovala pohybovým aktivitám (tanec, basketbal). V basketbalu v mládežnických kategoriích dosáhla několika úspěchů. V roce 1999 její basketbalovou kariéru ukončila nehoda autobusu, který havaroval cestou na letní dovolenou. Následkem této nehody byla amputace pravé dolní končetiny v její nadkolenní části.
V roce 2000, po skončení léčby, začala s plaváním. Tomu se věnovala 10 let. Mezi nejvýraznější úspěchy její plavecké kariéry patřila účast na letních Paralympijských hrách v roce 2004 v Athénách a v roce 2008 v Pekingu, dále pak účasti na Mistrovství světa, Mistrovství Evropy a zisk několika titulů mistra ČR.
V roce 2010 ukončila plaveckou kariéru a začala se věnovat cyklistice. Od roku 2011 je reprezentantkou ČR. V roce 2012 se stala celkovou vítězkou Světového poháru a vrcholem její sportovní kariéry byly letní Paralympijské hry v Londýně v témže roce, kde získala stříbrnou olympijskou medaili v časovce jednotlivců.

## Politická kariéra
Ve volbách do Evropského parlamentu v roce 2014 kandidovala z pozice nestraníka jako lídryně České strany regionů, ale neuspěla (ČSR získala pouze 0,16 % hlasů a do EP se nedostala).
| „                   | V europarlamentu chci pomoci především českým sportovcům, handicapovaným osobám a dětem. | “ |
| — Tereza Diepoldová |                                                                                          |   |